# Sanuki udon
Le sanuki udon (讃岐うどん) est un plat typique et traditionnel de la préfecture de Kagawa, au Japon. Le plat est principalement composé de gros vermicelles japonais, appelés udon, plongés dans une soupe, traditionnellement accompagnés de thon et de kelp (un type d'algue) légèrement assaisonné.
Le plat est consommé durant certaines occasions spéciales, comme durant le réveillon du Nouvel An.
Une légende raconte que la recette du sanuki udon a pour la première fois été importée en Chine pendant le IXe siècle par le célèbre bouddhiste Kukai. Bien que connu et apprécié par les Japonais, ce n'est que vers 2003 que le sanuki udon atteint Tokyo, ainsi qu'Osaka et ses environs.